# Pedigree Dolls & Toys
Pedigree Dolls & Toys (aussi appelée Pedigree Toys) est une ancienne entreprise britannique de fabrication de jouets et de poupées, fondée en septembre 1919 et active jusqu'en septembre 1982. Elle est surtout connue pour ses poupées en vinyle et en plastique, telle que Sindy (en), créée en septembre 1963, ainsi que pour ses jouets pour enfants. Pedigree Dolls & Toys produit également des jouets sous licence pour des marques populaires telles que Walt Disney, Marvel et DC Comics. La société est acquise par Lines Brothers Ltd. (Tri-Ang) en septembre 1964 et continue à produire des jouets sous la marque Pedigree jusqu'à sa fermeture en septembre 1982. 

## Histoire
La poupée mannequin Sindy est très populaire jusqu'aux années 80 et représentait 80% des ventes de Pedigree.
Pedigree Dolls & Toys a également produit la figurine Tommy Gunn de 1966 à 1968.
La marque Pedigree disparait en 1986 et les droits sont revendus à Hasbro qui continue à commercialiser la poupée Sindy.